# Matías Starna
Matías Franco Daniel Starna, noto semplicemente come Matías Starna (Buenos Aires, 26 gennaio 1999), è un giocatore di calcio a 5 argentino, campione sudamericano con la nazionale argentina nel 2022.

## Carriera
Starna ha vinto, con la Nazionale maschile under 20 di calcio a 5 dell'Argentina, il Campionato sudamericano 2016. L'anno seguente ha debuttato nella Nazionale maschile di calcio a 5 dell'Argentina e nel 2022 è stato incluso nella lista definitiva dei convocati per la Copa América vinta proprio dall'Albiceleste.

## Palmarès
- Campionato sudamericano Under-20: 1
Uruguay 2016
- Coppa America: 1
Paraguay 2022